# Алексеев, Василий Михайлович (военачальник)
Васи́лий Миха́йлович Алексе́ев (1 (13) января 1900 года, с. Молёбка, Пермская губерния — 25 августа 1944 года, Текуч, Румыния) — советский военный деятель, гвардии генерал-лейтенант танковых войск (15 декабря 1943 года). Герой Советского Союза (13 сентября 1944 года, посмертно).

## Начальная биография
Родился 1 (13) января 1900 года (согласно записям в метрической книге Свято-Троицкой церкви родился и крещен 28 декабря 1900 г. (10 января 1901 г.)) в селе Молебский завод Молебской волости Красноуфимского уезда Пермской губернии (ныне с. Молёбка Кишертского муниципального округа Пермского края) в семье русского крестьянина Михаила Алексеевича Алексеева и Иустинии Саввичны. В семье было пятеро детей, в том числе старшие брат Александр и сестра Аполлинария. В 1911 году закончил сельскую школу, отучившись два года. В 1915 году после смерти матери отправился на заработки в Екатеринбург, где работал сторожем на кладбище. Потом работал в Перми извозчиком у купца Трошева. В 1917 году вернулся в родное село, где работал на лесозаготовках, был сплавщиком.

## Военная служба

### Гражданская война
В 1918 году Молёбку заняли белогвардейцы и мобилизовали Алексеева. Он бежал и в ноябре 1919 года вступил в РККА, став красноармейцем 555-го стрелкового полка 5-й армии, в составе которого принимал участие в боях на Восточном фронте против войск под командованием адмирала А. В. Колчака. В январе 1920 года заболел тифом и был направлен в госпиталь. После излечения служил красноармейцем в 33-м стрелковом полку, а затем в караульном батальоне Сибирского военного округа в Омске. В 1920 году вступил в Коммунистическую партию.
Как дисциплинированного и хорошо выучившего военное дело в августе 1920 года его послали на Первые Сибирские командные курсы. С июля 1921 года обучался на 96-х Верхотурских командных курсах Сибирского военного округа, а с мая 1922 года — в 1-й объединённой командной школе имени ВЦИК.

### Межвоенное время
С сентября 1924 года служил в 49-м стрелковом полку (17-я стрелковая дивизия, Московский военный округ), где исполнял должности командира взвода, ответственного секретаря партбюро полка, командира роты, помощник комиссара полка, временно исполнял должность командира батальона. В ноябре 1931 года был назначен на должность командира стрелкового батальона (Бийский стрелковый полк, 49-я стрелковая дивизия).
В ту пору в стране создавались бронетанковые войска и в мае 1932 года Алексеев направлен на учёбу на бронетанковые курсы, по окончании которых в ноябре того же года был назначен на должность командира танкетного батальона (6-я стрелковая дивизия, Московский военный округ), в марте 1933 года — на должность командира танкового батальона (50-я стрелковая дивизия), в ноябре 1933 года — на должность командира 1-го танкетного батальона 20-й легкой мотобронебригады.
В апреле 1936 года Алексеев был направлен на Дальний Восток, где был назначен на должность командира разведывательного батальона мотобронебригады специального назначения в составе 57-го особого стрелкового корпуса, в октябре 1938 года — на должность помощника командира по строевой части и временно исполняющего должность командира 9-й мотобронебригады этого же корпуса. 16 мая 1938 года, получив сообщение о нападении японских захватчиков на пограничные заставы в районе реки Халхин-Голе майор Алексеев, исполняющий должность командира 9-й мотобронебригады, поднял по тревоге бригаду и повёл её на защиту монгольской земли. В самый разгар боёв после того как был убит командир 82-й стрелковой дивизии Федот Федорович Пось, командующий советскими войсками в монголии комкор Г.К. Жуков, поручил Алексееву командовать дивизией, которая была сформирована из уральцев. За умелое руководством соединением и выполнение заданий командования в боях на Халхин-Голе был награждён орденом Красного Знамени.
В декабре 1939 года был назначен на должность командира 110-й стрелковой дивизии (Уральский военный округ). Принимал участие в ходе советско-финляндской войны. С 28 января по март 1940 года командир 112-й стрелковой дивизии. В ноябре 1940 года был направлен на учёбу на Курсы усовершенствования командного состава при Военной академии имени М. В. Фрунзе, по окончании которых в марте 1941 года был назначен на должность командира 6-й танковой дивизии (28-й механизированный корпус, Закавказский военный округ).

### Великая Отечественная война
Начало Великой Отечественной войны полковник Василий Михайлович Алексеев встретил на той же должности. Уже 27 июня 1941 года воины дивизии стояли насмерть, отбивая натиск фашистов под Краславой. И в этом была доля немалого труда, энергии, которые вложил в боевую выучку личного состава дивизии полковник Алексеев. В октябре 1941 года 6-я танковая дивизия была преобразована в 6-ю танковую бригаду и включена в состав Южного фронта, где участвовала в боях с механизированной группой Клейста, защищая Ростов-на-Дону и Барвенково. Бригада должна была сыграть роль броневого щита для всей 56-й армии. 18 ноября 1941 года в бою под Большие Салы лично участвуя на боевой машине руководил двумя танковыми батальонами, проявил бесстрашие и отвагу, уничтожив 15 танков и 5 орудий противника. За участие в этих боях награждён орденом Красного Знамени.
В июле 1942 года был назначен на должность командующего бронетанковыми и механизированными войсками 45-й армии Южного фронта, а 17 июля 1943 года — на должность командира 10-го танкового корпуса, участвовавшего в Курской битве и Белгородско-Харьковской наступательной операции. 5 августа 1943 года после двухчасовой артподготовки части 40-й армии перешли в наступление, прорвав оборону врага и 8 августа танки 10-го корпуса ворвались в Тростянец, перерезав железную дорогу, соединявшую орловскую и богодуховско-харьковскую группировки фашистских войск. Противник любой ценой пытался вернуть Тростянец. За два дня одиннадцать раз до 70 танков одновременно с мотопехотой атаковали город. 30-40 самолётов штурмовали позиции корпуса. Но ничто не помогло им добиться успеха. 16 августа 1943 года Алексеев тяжело ранен и по излечении был вновь назначен на должность командира этого же корпуса.
В ночь на 24 сентября 1943 года танкисты получили задачу форсировать Днепр. После захвата Букринского плацдарма, начались ожесточённые бои. Воины корпуса 50 суток отстаивали плацдарм, истребили несколько тысяч фашистов, сожги сотни вражеских танков. После битвы за Днепр корпус получил наименование Днепровский. 10-й танковый корпус принимал участие в Киевской наступательной и оборонительной операциях, в ходе которых освободил около 300 населённых пунктов, в том числе Зеньков, Лохвица, Пирятин, Яготин, Гребёнка и Переяслав.
21 января 1944 года назначен на должность командира 5-го гвардейского танкового корпуса, участвовавшего в ходе Корсунь-Шевченковской, Уманско-Ботошанской и Ясско-Кишинёвской наступательных операциях, в ходе которых корпус освободил целый ряд населённых пунктов, в том числе Фалешты и Бырлад.
20 августа 1944 года началась артиллерийская подготовка. Затем стрелковые части пошли в наступление. Решительный натиск - и оборона фашистов прорвана. Танковые и мотострелковые бригады корпуса ринулись в прорыв. Громя на пути опорные пункты врага, корпус устремился в глубь Румынии. Гвардейскому корпусу В.А. Алексеева предстояло взять Текуч, на северных подступах к которому фашисты создали оборону. В первый эшелон генерал-лейтенант Алексеев выдвинул 21-ю и 22-ю танковые бригады. Попытка ворваться в Текуч с ходу не принесла успеха. Тогда командир, подтянув части, бросил в наступление весь корпус и город был взят.
25 августа 1944 года генерал-лейтенант танковых войск Василий Михайлович Алексеев геройски погиб в бою при освобождении города Текуч, в том же бою погиб один из его комбригов, гвардии подполковник Д. В. Нагирняк. Оба похоронены в городе Бельцы (Молдавия).
Указом Президиума Верховного Совета СССР от 13 сентября 1944 года за образцовое выполнение боевых заданий командования на фронте борьбы с немецкими захватчиками и проявленные при этом отвагу и геройство гвардии генерал-лейтенанту Василию Михайловичу Алексееву посмертно присвоено звание Героя Советского Союза.

## Награды
- Медаль «Золотая Звезда» Героя Советского Союза (13.09.1944);
- Два ордена Ленина (10.01.1944[6], 13.09.1944);
- Четыре ордена Красного Знамени (29.08.1939[7], 1940, 05.05.1942, 27.08.1943);
- юбилейная медаль «XX лет Рабоче-Крестьянской Красной Армии» (1938).

## Воинские звания
- майор (1938);
- полковник (1940);
- генерал-майор танковых войск (13 мая 1942 года);
- генерал-лейтенант танковых войск (15 декабря 1943 года).

## Память
- В честь В. М. Алексеева названы Мечинская школа Кишертского района (Пермский край), а также одна из улиц города Бельцы.
- 9 мая 2015 года в селе Молёбка была открыта памятная стела Герою Советского Союза.
- Имя воина увековечено в Главном Храме Вооружённых сил России, и навсегда запечатлено на мемориале «Дорога памяти»[8].